# Sebastian Dyk
Sebastian Dyk, född 24 september 1992 i Malmö, är en svensk ishockeyforward som spelar för Helsingfors IFK i Liiga. Han har tidigare spelat för Asplöven HC, IF Troja-Ljungby, HV71, IK Pantern och Malmö Redhawks i sin karriär.